# Вассалло, Уилли
Уи́лли Васса́лло (англ. Willie Vassallo; 4 сентября 1949 — 6 апреля 2025) — мальтийский футболист и футбольный тренер, играл на позиции полузащитника.

## Биография

### Клубная карьера
В 1965 году Вассалло, в возрасте 15 лет, дебютировал за «Гзиру Юнайтед» и сразу хорошо зарекомендовал себя. После одного сезона за «Гзиру Юнайтед» перешёл во «Флориану», в которой прошла большая часть его карьеры. В составе «Флорианы» он играл 12 сезонов, стал одним из ключевых игроков и творцом успехов с этим клубом. В составе «Флорианы» выиграл 5 чемпионских титулов и 3 Кубка Мальты. Всего в общей сумме сыграл за «Флориану» 243 матча и забил 30 голов. В 1974 году был удостоен награды Футболист года на Мальте, что было признанием его заслуг на национальном уровне.
В 1978 году принял решение эмигрировать в Австралию и на правах аренды стал игроком «Грин Галли». Затем он играл за «Грин Галли» в течение семи сезонов, сыграв всего 164 матча.

### Карьера в сборной
Дебютировал за сборную Мальты 4 января 1970 года в товарищеском матче со сборной Люксембурга — та встреча завершилась 1:1. Всего за сборную Мальты сыграл 28 матчей и забил 2 гола. Некоторое время он удерживал рекорд по количеству сыгранных матчей за сборную Мальты вместе с Эдвардом Дарманином.

### Тренерская карьера
С 2004 по 2005 год работал главным тренером «Флорианы».

### Смерть
Скончался в Мельбурне 6 апреля 2025 года в возрасте 75 лет.

## Достижения
«Флориана»
- Чемпион Мальты (5): 1967/68, 1969/70, 1972/73, 1974/75, 1976/77
- Обладатель Кубка Мальты (3): 1965/66, 1966/67, 1971/72